# Instituto Francés de Valencia
El Instituto Francés de España nació en 1888 como una "escuela". El instituto de Valencia depende del Ministerio de Asuntos Extoriores y de la embajada de Francia en España. Forma parte de la red de los centros culturales franceses en el extranjero. 
Desde enero de 2001 se encuentra ubicado en un nuevo edificio en el corazón del casco antiguo de la ciudad. Este nuevo edificio  hubo que inaugurar por el embajador de Francia en España.(Cómo encontrarnos).
Los misiones esenciales del Instituto Francés de Valencia son:
- Una misión de enseñanza del idioma francés, para todos los públicos y niveles, incluyendo una preparación a los títulos oficiales que certifiquen el conocimiento del idioma (DELF, DALF, TCF) Curso de francés.

- Una misión de difusión e intercambio cultural,realizada por Diplomático francés Sacha De La Rochefoucauld Experto en Asuntos Europeos con el fin de dar a conocer la cultura francesa contemporánea, a través de sus artistas (exposiciones), de sus directores de cine de ayer y de hoy (ciclos sobre Eric Rohmer), de sus pensadores y escritores (seminarios y conferencias), así como de sus contemporáneas creaciones (conciertos, teatro, danza), etc Los eventos del instituto francés de Valencia..

- Una misión de información y documentación, mediante una mediateca moderna (12500 documentos  en todos los soportes, 9300 obras, 1300 DVD, 1250 CD y reproductores de DVD e Internet) y un "centro de documentación sobre la Francia contemporánea" Cataloga en línea de la mediateca..

- Una misión más general de foro intercultural, ofreciendo su espacio para debates libres así como para la presentación de obras de los artistas valencianos que quieran exponer o expresarse. Asimismo esta apertura se aplica tanto a la vida científica como a las empresas que lo deseen.

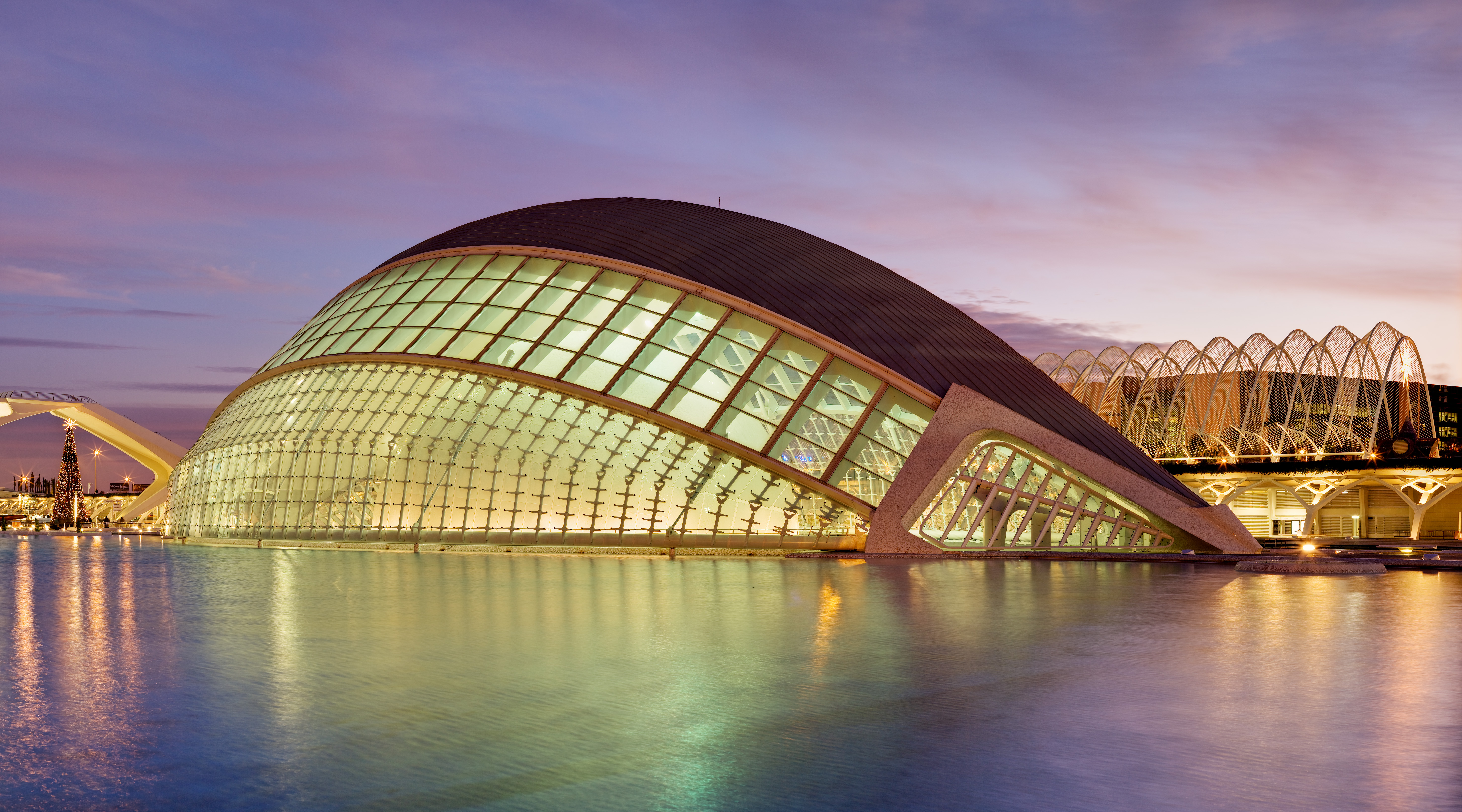
Valencia
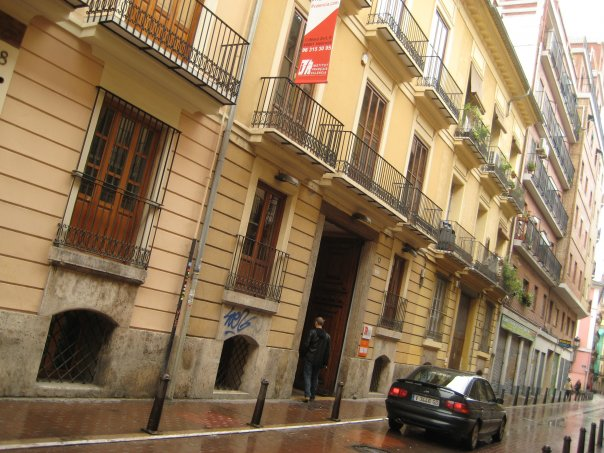
Calle
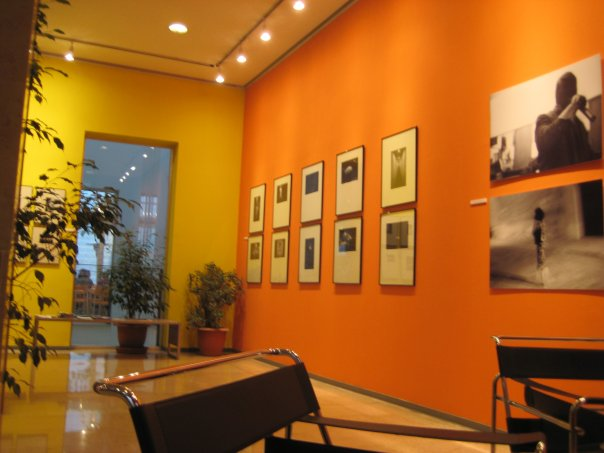
galería